# Maat (Dienstgrad)
Der Maat ist ein Dienstgrad der Bundeswehr und früherer deutscher Streitkräfte. In anderen Streitkräften existieren etymologisch verwandte Dienstgradbezeichnungen. In der früheren Handelsmarine war der Maat ein Dienstgrad oder eine Funktionsbezeichnung.

## Etymologie
Maat stammt vom mittelniederdeutschen mat(e) (Kamerad) ab, das sich z. B. auch in gleicher Bedeutung und Schreibweise im modernen Englisch findet. Dies entspricht dem neu-niederdeutschen Māt. Hieraus entwickelte sich zum Beispiel das (hoch-)deutsche Matrose. Über das Niederländische ging der niederdeutsche Wortstamm auch in die Marinesprache vieler Staaten ein. Das niederländische Wort maatschappij („Maatschaft“), das im ökonomischen und im soziologischen Sinn dem deutschen Wort „Gesellschaft“ entspricht, belegt die hohe Anerkennung für den Zusammenhalt der Maate an Bord.

## Bundeswehr
Der Maat ist einer der Dienstgrade der Bundeswehr für Marineuniformträger. Gesetzliche Grundlage ist die Anordnung des Bundespräsidenten über die Dienstgradbezeichnungen und die Uniform der Soldaten und das Soldatengesetz.

### Dienstgradabzeichen
Die Dienstgradabzeichen des Maats zeigen zwei mit der Öffnung gegenübergestellte Winkel mit den Spitzen nach oben und unten auf beiden Oberärmeln. Die Schulterklappen zeigen eine zum Ärmelansatz offene Tresse in Form einer Umrandung.

### Sonstiges
Die Dienstgradbezeichnung ranggleicher Luftwaffen- und Heeresuniformträger lautet Unteroffizier. Hinsichtlich Befehlsbefugnis, Ernennung, Sold, den nach- und übergeordneten Dienstgraden, ähnlich auch hinsichtlich der Dienststellungen sind Maate und Unteroffiziere gleichgestellt.
| Unteroffizierdienstgrad |                                           |                             |
| Niedrigerer Dienstgrad |                                           | Höherer Dienstgrad          |
| - | Unteroffizier Fahnenjunker Maat Seekadett | Stabsunteroffizier Obermaat |
| Dienstgradgruppe: Mannschaften – Unteroffiziere o.P. – Unteroffiziere m.P. – Leutnante – Hauptleute – Stabsoffiziere – Generale |                                           |                             |

## Polnische Streitkräfte
In der Polnischen Marine ist der ähnlich lautende mat etymologisch mit dem deutschen Maat verwandt. Gemäß NATO-Rangcode sind beide Dienstgrade aber nicht vergleichbar.

## Nationale Volksarmee
In der Volksmarine existierten einheitlich für alle Laufbahnen die Dienstgradbezeichnungen Maat. Dieser Dienstgrad entsprach dem Unteroffizier in den anderen Teilstreitkräften. Maate wurden nach dem Besuch der Flottenschule „Walter Steffens“ als Vorgesetzte von Teileinheiten sowie als Spezialisten eingesetzt.

## Wehrmacht
In der Kriegsmarine der Wehrmacht war der Maat ein Dienstgrad.

## Weitere frühere deutsche Streitkräfte
Maat war ursprünglich die Bezeichnung für den Gehilfen des Deckoffiziers. Später war der Maat der niedrigste Unterführerdienstgrad in den Seestreitkräften.
Bereits in der zweiten Hälfte des 17. Jahrhunderts, als sich stehende Flotten herauszubilden begannen, war der Maat der unterste seemännische Unteroffizier an Bord. In der preußischen und auch später in der Kaiserlichen Marine zählten die Maate zu den Unteroffizieren ohne Portepee. Bis 1871 gab es noch die Unterscheidung in den rangniedrigeren „Maat 2. Klasse“ und den ranghöheren „Maat 1. Klasse“. Aus der 2. Klasse entwickelte sich nach 1871 die Dienstgradbezeichnung Maat. Je nach Laufbahn und Dienstzeit führten ranggleiche Soldaten alternativ die Dienstgrade Bootsmannsmaat, Feuerwerksmaat, Maschinistenmaat oder Steuermannsmaat.

## Handelsmarine
In der deutschen zivilen Schifffahrt ist die Bezeichnung „Maat“ heute nicht mehr gebräuchlich. Früher bezeichnete der Begriff einen Gehilfen, z. B. bei einem Steuermann oder einem Koch (Kochsmaat). Er war in der Bordshierarchie oberhalb der einfachen Mannschaftsränge und unterhalb der Schiffsoffiziere angesiedelt.